# Уаймен, Эддисон
Эддисон Уаймен (англ. Addison P. Wyman; 23 июня 1832, Корниш, штат Нью-Гэмпшир — 15 апреля 1872, Вашингтон, штат Пенсильвания) — американский композитор и музыкальный педагог.
Получил музыкальное образование как скрипач, в дальнейшем преподавал игру на различных инструментах и вокал. В 1853—1855 гг. учитель инструментальной музыки в частной школе Kimball Union Academy в Меридене (ныне часть Плэйнфилда в Нью-Гэмпшире). С 1859 года вёл преподавательскую работу в Уилинге (Западная Виргиния), в 1867 году открыл собственную музыкальную школу в Клермонте (Нью-Гэмпшир). В 1871 г. занял место учителя музыки в школе для девочек в Вашингтоне (Пенсильвания). В 1872 г. выпустил учебное пособие для начинающих пианистов (англ. Piano Text-book).
Опубликовал при жизни 166 салонных фортепианных пьес. Наиболее популярными среди них были пьесы «Серебряные волны» (англ. Silvery waves), «Отзвуки лесного края» (англ. Woodland echoes), «Музыка среди сосен» (англ. Music among the pines), «Песня жаворонка» (англ. Song of the skylark), «Марш свадебных колоколов» (англ. Wedding bells march) и т. д.; утверждается, однако, что первая из этих пьес, разошедшаяся в итоге тиражом в миллион экземпляров, ждала публикации два года из-за сомнений издателя в её коммерческом потенциале. В то же время в 1900-е гг. американская критика уже полагала, что «беглый взгляд на фортепианную музыку Эддисона П. Уаймена и его здешних современников приторно-сладкой школы — вполне почитаемой здесь каких-то сорок лет назад — обнаруживает скудость гармонических и мелодических ресурсов, теперь уже нетерпимую».
Жена, Энн Уаймен (урождённая Этвуд; 1835—1871) — певица (сопрано).